# تريفور مورلي (لاعب كرة قدم)
تريفور مورلي (بالإنجليزية: Trevor Morley)‏ (7 ديسمبر 1992 بسان دييغو في الولايات المتحدة - ) هو لاعب كرة قدم أمريكي في مركز الدفاع.

## وصلات خارجية
- تريفور مورلي (لاعب كرة قدم) على موقع قاعدة بيانات كرة القدم.إي يو (الإنجليزية)